# Matutina
Matutina é um município brasileiro do estado de Minas Gerais. Localizado na região da Mata da Corda, pertence a Microrregião de Patos de Minas e ao Circuito Turístico Caminhos do Indaiá. Com economia fortemente ligada a pecuária leiteira, Matutina encontra-se na confluência de importantes cidades do estado como Belo Horizonte, Patos de Minas e Uberaba. Sua população recenseada em 2022 era de 3 814 habitantes, de acordo com o IBGE.

## História
Não se tem dados exatos do início do povoamento da cidade de Matutina. Em meados do século XIX, um grupo de irmãos se estabeleceu na região. Tempos depois, ergueram um cruzeiro, na confluência de suas fazendas. No seu entorno, foram surgindo as primeiras casas, formando assim o povoado que deu origem ao município de Matutina, que acabou recebendo o nome da família de seus fundadores, o Arraial dos Pimentas.
Tempos depois, João Pimenta e José Martins, membros de duas das pioneiras famílias que ocuparam a região, doaram uma gleba de terra para que fosse construída uma igreja em homenagem a Nossa Senhora da Abadia. Tal templo, hoje não existe mais, a igreja hoje existente foi erguida em 1914.
Quanto ao nome que a região recebeu após sua emancipação, sabe-se que foi dado por influência do Coronel Olímpio Alves Franco, que inclusive nomeia uma das ruas da cidade, que possuía uma fazenda com o nome de Matutina.
O Arraial dos Pimentas foi elevado a categoria de distrito em 1943, e a de município, dez anos depois em 1953, por efeito da Lei estadual número 1039, de 12-12-1953, desmembrando-se do município de São Gotardo .

## Geografia
- Localização: Alto Paranaíba
- Área: 259,01 km2
- Altitude: Máxima: 1149 m (local: Divisa com o Município de São Gotardo)
- Mínima: 934 m, na sede da prefeitura: 1060 m
- Ponto central da cidade: 1313 m
- Temperatura: (aproximadamente): média anual: 24,5°C , média máxima anual: 38,0°C, média mínima anual: 11,0°C
- Índice médio pluviométrico anual: 1230,3 mm
- Relevo - Topografia: Plano: 5 %, ondulado: 50 %, montanhoso: 45%
- Principais rios: Rio Abaeté e Rio Borrachudo
- Bacia: Bacia do rio São Francisco

## Economia
A economia do município baseia-se principalmente na pecuária leiteira, mas também na criação de gado de corte, na agricultura, cafeicultura, etc. As indústrias de laticínios também são importantes para o município, na produção e exportação de seus produtos. Sem contar na produção de produtos alimentícios e bebidas.
Matutina possui uma fonte natural de água mineral (Fonte Santa Rita). A partir do ano de 2007, ela passou a ser comercializada sob a denominação Água Mineral Matutina. 

## Cultura

### Patrimônio Histórico
No ano de 2007, foi tombada como Patrimônio Histórico a igreja matriz Nossa Senhora da Abadia, por possuir um estilo neoclássico e arrojado, sendo eleita por muitos uma das mais belas da região. Junto à igreja, a Escola Municipal Frei Leopoldo e uma antiga capela do povoado nomeado Maria Preta, foram eleitos patrimônios históricos, resgatando assim a cultura e as raízes do povo.

### Festa da Mostra Agroindústria
Em Matutina existe a Festa da Mostra Agroindústria no mês de julho. Milhares de visitantes vão a Matutina nesta data tão especial para prestigiarem dezenas de carros de boi que desfilam pelas ruas da cidade. A Festa conta com a produção e comercialização de biscoitos e doces, distribuídas em pequenas barracas no Parque de Exposições. Além disso, diversos shows, contando inclusive com bandas locais, desfiles e eleição da rainha, apresentação da Fanfarra Municipal, rodeios, cavalgada e o tradicional Festival do Carro de Boi, um dos maiores do Brasil.

## Transporte
- Principais rodovias que servem ao município: BR-262, BR-354, MG-235

## Hidrografia
De acordo com o Instituto Mineiro de Gestão de Águas (IGAM), Matutina é parte da bacia do rio São Francisco, mais especificamente do entorno da represa de Três Marias.. A cidade é cortada internamente pelo córrego Pimenta e o córrego Matutina, tendo ainda o córrego Pirapetinga e os rios Borrachudo e Abaeté na sua zona rural.[carece de fontes?]